# 박성일 (1955년)
박성일(朴成一, 1955년 3월 13일~)은 대한민국의 정치인이다. 제44·45대 전라북도 완주군수이다.

## 학력
- 1968 화산초등학교 졸업
- 1971 전주남중학교 졸업
- 1974 전주고등학교 졸업
- 1978 전북대학교 법학 학사
- 1986 서울대학교 행정대학원 행정학 석사
- 1994 한국방송통신대학교 대학원 농학 석사

## 경력
- 제23회 행정고시 합격
- 1999.12~2001.01 전라북도 정읍시 부시장
- 2007.07~2008.03 국무총리실 제주4.3사건 처리지원단 단장
- 2010.07~2011.06 안전행정부 감사관
- 2011.06~2012.09 국민권익위원회 상임위원
- 2012.09~2013.12 전라북도 행정부지사
- 2014.07~2022.06 제44·45대(민선 6·7기) 전라북도 완주군수(재선, 무소속→더불어민주당)

## 역대 선거 결과
|  | 50.21% |

|  | 76.83% |

| 전임 정헌율 | 제13대 전라북도 행정부지사 2012년 9월 4일~2013년 11월 1일 | 후임 심덕섭 |

| 전임 임정엽 | 제44·45대 전라북도 완주군수(민선) 2014년 7월 1일~2022년 6월 30일 | 후임 유희태 |